# Bătălia de la Tours
Bătălia de la Tours (10 octombrie 732), adesea numită bătălia de la Poitiers, (în arabă  بلاط الشهداء Balâ al-Shuhadâ’) Curtea Martirilor a avut loc lângă orașul Tours, aproape de granița dintre teritoriul Franc și regiunea independentă Aquitania.  Combatanții au fost francii și burgunzii  sub conducerea lui Charles Martel împotriva unei armate invadatoare a califatului Umayyad, în frunte cu Abdul Rahman Al Ghafiqi, governatorul general al provinciei al-Andalus. Francii au fost victorioși, Abdul Rahman Al Ghafiqi a fost ucis, iar Martel și-a extins influența înspre sud. Detalii legate de bătălie, inclusiv locul exact al desfășurării și numărul de combatanți, nu se pot determina din sursele care au  supraviețuit.
Cronicarii secolului al IX-lea, care au interpretat rezultatul bătăliei ca fiind rezultatul judecății divine în favoarea sa, i-au dat lui Charles porecla Martellus ("Ciocanul"), probabil amintind de Iuda Macabeul ("Ciocanul") din Revolta Macabeilor. 
După cum cronicarii de mai târziu l-au lăudat pe Charles Martel ca fiind "campionul Creștinătății, istoricii secolelor 18 și 19 au început să se refere la această bătălie ca fiind un moment decisiv în lupta împotriva Islamului.
Deși istoricii contemporani sunt de păreri diferite referitor la faptul că victoria a fost sau nu responsabilă pentru salvarea Creștinătății și oprirea cuceririi Europei de către Islam, bătălia a pregătit stabilirea fundațiilor Imperiului Carolingian și a dominației france asupra Europei timp de un secol.

## Situația premergătoare

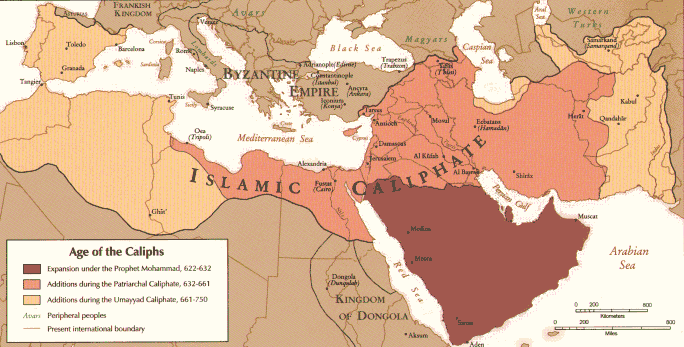
"Era Califilor" arată dominația Umayyazilor din Orientul Mijlociu până la Peninsula Iberică, inclusiv portul Narbonne, c. 720

Bătălia a avut loc după douăzeci de ani de cuceriri Umayyade în Europa, începând cu invazia regatelor creștine ale vizigoților din peninsula Iberică în 711 și continuând în teritoriile france din Galia, foste provincii ale Imperiului Roman. Campaniile militare ale Umayyazilor au ajuns până înspre nord în Aquitania și Burgundia, incluzând o bătălie mare la Bordeaux și un raid la Autun. Unii istorici susțin că victoria lui Martel a oprit avansul forțelor Umayyade spre nord din peninsula Iberică și a salvat religia creștină în Europa în timpul unei perioade când Islamul și-a impus dominația asupra resturilor Imperiilor Roman și Persan. Alții susțin că bătălia înseamnă doar respingerea unui raid și nu a fost un eveniment marcant.
Locul exact al bătăliei de la Tours nu se cunoaște nici astăzi. Sursele istorice păstrate, atât islamice cât și creștine, sunt similare în unele detalii și contrastează în altele. Majoritatea istoricilor presupun că cele două armate s-au ciocnit la încrucișarea râurilor Clain și Vienne, între Tours și Poitiers. Numărul de combatanți de ambele părți nu se cunoaște. Unele estimări apreciază că umayyazii aveau circa 80.000 de oameni, iar francii în jur de 30.000. Istoricul Edward J. Schoenfeld respinge estimările vechi de 60–400.000 umayyazi și 75.000 franci, susținând că "estimările de peste 50.000 de soldați de ambele părți sunt imposibile din punct de vedere logistic". Alt istoric militar contemporan, Victor Davis Hanson, crede că ambele armate aveau mărimi aproximativ egale, circa 30.000 oameni. Istoricii moderni sunt probabil mai aproape de adevăr decât sursele medievale, deoarece estimările moderne sunt bazate pe abilitățile logistice ale regiunilor rurale de a susține aceste numere uriașe de oameni și animale. Atât Davis cât și Hanson subliniază că ambele armate trăiau din resursele provinciale, nici una din ele neavând un sistem de aprovizionare pus la punct.
Pierderile suferite sunt necunoscute, dar cronicarii de mai târziu au scris că Martel a pierdut doar circa 1.500 de oameni, în timp ce umayyazii ar fi suferit pierderi masive de până la 375.000 oameni. Aceste numere au fost notate în Liber pontificalis pentru victoria ducelui Odo din Aquitania la bătălia de la Toulouse (721). Diaconul Paul menționează corect în a sa Historia Langobardorum (scrisă circa 785) că Liber pontificalis a numit aceste cifre în relație cu victoria lui Odo la Toulouse (deși a scris că Charles Martel a luptat alături de Odo), însă cronicarii de mai târziu, probabil "influențați de Cronica lui Fredegar, au atribuit numărul de victime sarazine doar lui Charles Martel, iar bătălia în care au căzut a devenit fără ambiguitate cea de la Poitiers." Vita Pardulfi, scrisă în mijlocul secolului al optulea, raportează că după bătălie forțele lui Abd-al-Raḥmân's au jefuit și pârjolit totul în cale până la Limousin pe drumul de întoarcere la Al-Andalus, ceea ce implică faptul că nu au fost distruse în modul menționat în Cronica lui Fredegar.

### Combatanții

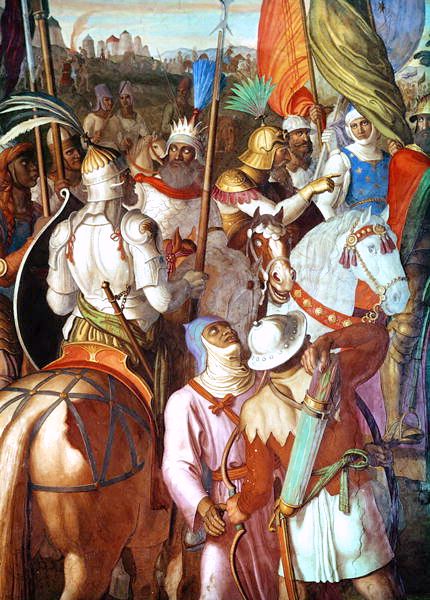
Sarazinii la zidurile Parisului

Invazia Hispaniei și ulterior a Galiei, a fost condus de dinastia Umayyadă (în arabă بنو أمية banū umayya / الأمويون al-umawiyyūn), prima dinastie de califi a Imperiului Islamic după ce domnia celor Patru Califi (Abu Bakr, Umar, Uthman și Ali) a luat sfârșit. Califatul Umayyad era la vremea aceea (posibil) principala putere militară a lumii. Califatul a fost extins mult în timpul Umayyazilor. Armatele musulmane au cucerit Africa de Nord și Persia spre sfârșitul anilor 600, mărind granițele imperiului de la peninsula Iberică în vest, la Pakistanul de astăzi în est. Imperiul Islamic al Umayyazilor a fost un domeniu vast care cuprindea mai multe nații. Umayyazii au distrus cele două mari puteri precedente, Imperiul Sassanid, pe care l-a absorbit complet, și Imperiul Bizantin, majoritatea căruia a fost de asemenea asimilată, incluzând Siria, Armenia și Africa de Nord, deși Leo Isaurianul a apărat cu succes Anatolia la bătălia de la Akroinon (739), în campania finală a dinastiei Umayyade.
Francii sub comanda lui Charles Martel au fost principala putere militară din vestul Europei. Teritoriul acestora era compus din majoritatea Germaniei de astăzi, țările de jos și o parte din Franța (Austrasia, Neustria și Burgundia). Regatul Franc era în curs de a deveni prima putere imperială din Europa de după căderea Imperiului Roman, în timp ce lupta împotriva hoardelor de barbari de la hotare, ca de exemplu ferocii Saxoni, și oponenți interni ca Eudes, ducele Aquitaniei.

### Cuceririle musulmane din Hispania

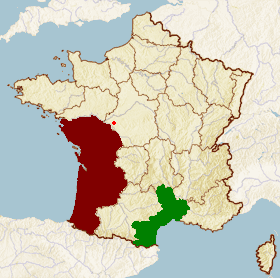
Granițele Frantei in secolul VIII

Trupele umayyazilor, sub conducerea lui Al-Samh ibn Malik, guvernatorul-general al provinciei al-Andalus, au invadat Septimania în 719, după ce au năvălit peninsula Iberică. Începând din anul 720, Al-Samh și-a organizat capitala la Narbonne, numită de mauri Arbūna. Odată ce portul Narbonne a fost asigurat, umayyazii au atacat și cucerit cu repeziciune orașele slab apărate Alet, Béziers, Agde, Lodève, Maguelonne și Nîmes, aflate sub controlul vizigoților.
Campania militară a umayyazilor în Aquitania a suferit o întârziere temporară la bătălia de la Toulouse (721), când ducele Odo al Aquitaniei (cunoscut și ca Eudes cel Mare) a spart asediul orașului Toulouse, surprinzând forțele lui Al-Samh ibn Malik și reușind să-l rănească mortal pe guvernatorul-general Al-Samh ibn Malik însuși. Această înfrângere nu a oprit însă incursiunile în vechea Galie romană, deoarece arabii, bazați în Narbonne și aprovizionați fără probleme pe mare, au pornit spre est în anii 720, ajungând până la Autun în Burgundia (725).
Amenințat de umayyazi la sud și de franci la nord, în 730 Eudes s-a aliat cu emirul berber Uthman ibn Naissa, numit "Munuza" de franci, guvernatorul zonei care mai târziu a devenit Catalonia. Ca zălog, Uthman a primit-o pe Lampade, fiica lui Eudes, ca soție pentru a întări alianța, iar raidurile arabilor peste Pirinei, hotarul de sud al lui Eudes, au încetat.
Cu toate acestea, în anul următor, Uthman s-a revoltat împotriva guvernatorului al-Andalusiei, ‘Abd-al-Rahmân, care a zdrobit revolta imediat și și-a îndreptat atenția contra lui Eudes. ‘Abd-al-Rahmân avea o armată uriașă formată din cavalerie grea arabă și cavalerie ușoară berberă, plus trupe din toate provinciile Califatului, în încercarea umayyazilor să cucerească Europa la nord de Pirinei. Ducele Eudes (numit și rege de unii cronicari), i-a întâmpinat pe arabi la Bordeaux cu armata sa, dar a fost învins, iar orașul Bordeaux a fost prădat. Măcelul creștinilor de la bătălia de la râul Garonne a fost  evident îngrozitor; Cronica Mozarabică din 754 spune (în latină) solus Deus numerum morientium vel pereuntium recognoscat ("numai Dumnezeu știe numărul celor uciși"). În continuare umayyazii au devastat în totalitate acea porțiune a Galiei, cronicarii lor notând "credincioșii au trecut peste munți, au călcat peste teren neted și bolovănos, prădând și jefuind adânc în țara francilor, ucigând totul cu sabia, astfel că atunci când Eudo a sosit la luptă la râul Garonne, a fugit."
Istoricul Sir Edward Creasy spune: "Abia sub conducerea unuia din cei mai capabili și mai renumiți comandanți ai lor, cu o armată de veterani, și profitând de toate avantajele aparente de timp, loc și circumstanțe, au pornit arabii la cel mai mare efort al lor de a cuceri Europa la nord de Pirinei. Victorioasa armată musulmană din Spania, dornică să jefuiască noi orașe și locuri sfinte creștine, și plină de o încredere fanatică în invincibilitatea puterii lor."

### Eudes cere ajutorul francilor
După nimicirea lui Eudes și distrugerile din sudul regiunii, cavaleria umayyadă a avansat spre nord, pe urmele lui Eudes, jefuind și distrugând totul în cale.
Eudes a cerut ajutorul francilor, ajutor acordat de Charles Martel abia după ce Eudes a devenit vasalul francilor.
Se pare că umayyazii nu au estimat corect adevărata putere a francilor. Umayyazii nu și-au făcut nici o grijă în privința triburilor germanice, inclusiv a francilor, iar cronicile arabe arată că renumele francilor ca putere militară în creștere a apărut abia după bătălia de la Tours.
Mai mult, se pare că umayyazii nu au cercetat teritoriile dinspre nord pentru potențiali adversari, deoarece în mod sigur l-ar fi remarcat pe Charles Martel ca fiind o forță de care va trebui să țină seama, datorită dominației totale a acestuia în Europa începând din anul 717; această detaliu ar fi trebuit să atragă atenția umayyazilor că o putere reală condusă de un general talentat se renăștea din cenușa Imperiului Roman de Apus.

### Avansul spreLoara
În 732, avangarda umayyazilor se îndrepta spre nord, către râul Loara, fiind cu mult înaintea grosului armatei și a carelor cu provizii. După distrugerea oricărei rezistențe din acea parte a Galiei, invadatorii s-au împărțit în mai multe grupuri de raid, iar corpul principal al armatei se mișca mai încet.
Atacul umayyazilor a avut loc toamna târziu datorită faptului că au fost nevoiți să aștepte până recolta de grâne a zonei a fost recoltată și depozitată. Cu cât mai înspre nord, cu atât se recoltează mai târziu, și pe când soldații puteau ucide animale de ogradă pentru hrană, caii aveau nevoie de grăunțe. A-i lăsa să pască zilnic ar fi durat prea mult, iar interogarea băștinașilor pentru a afla unde erau păstrate proviziile nu era posibilă deoarece limbile vorbite de cele două tabere erau total diferite.
O explicație militară pentru motivul înfrângerii cu ușurință a lui Eudes la Bordeaux și în bătălia de la râul Garonne - după ce cu 11 ani mai devreme a fost învingător în bătălia de la Toulouse - este simplă. La Toulouse, Eudes a condus un simplu atac surpriză împotriva unui adversar nepregătit și mult prea încrezător în forțele proprii. Cavaleria umayyadă nu a reușit să se mobilizeze și să-i facă față în bătălie. Herman din Carinthia a scris într-una din  traducerile sale referitoare la istoria al-Andalusiei că Eudes a reușit să completeze o învăluire în cerc care i-a surprins total pe atacatori, iar rezultatul a fost un măcel haotic al cavaleriei musulmane.
La Bordeaux și în bătălia de la râul Garonne, cavaleria umayyadă nu a mai fost surprinsă, ci a reușit să se adune în formație de luptă, ceea ce a dus la devastarea armatei lui Eudes, care a fost anihilată aproape în întregime, cu pierderi minime de partea musulmană. Călăreții lui Eudes, ca dealtfel și celelalte armate europene din acele vremuri, nu aveau scărițe, prin urmare nu avea cavalerie grea. Trupele erau formate aproape în întregime din infanterie. Cavaleria grea umayyadă a penetrat infanteria creștină în primul atac, după care a măcelărit francii în timp ce aceștia încercau să fugă de pe câmpul de luptă.
Armata invadatoare a continuat să devasteze sudul Galiei, având ca destinație posibilă bogățiile Mănăstirii lui Saint Martin din Tours, cea mai sfântă și prestigioasă destinație religioasă din vestul Europei la acea vreme. La aflarea acestor vești, Charles Martel și-a adunat armata și a pornit spre sud, evitând vechile drumuri romane și sperând să-i surprindă pe musulmani. Datorită faptului că a dorit să utilizeze o formație phalanx, a fost vital pentru el să aleagă terenul de luptă. Planul său - să găsească un deal împădurit, să-și formeze oamenii și să-i atragă pe dușmani la pozițiile proprii - depindea de elementul surpriză.

## Bătălia

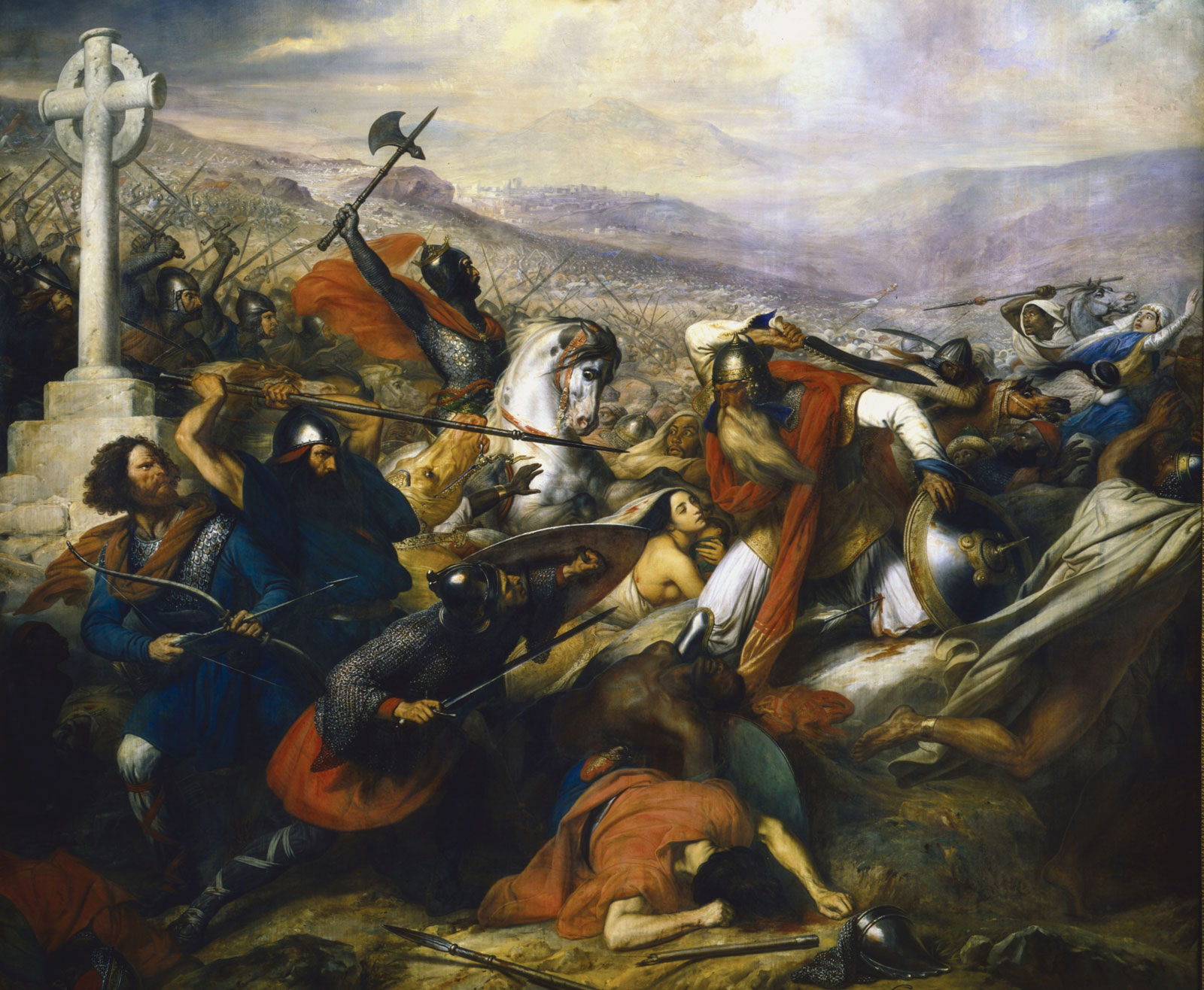
Steuben - Bataille de Poitiers

### Pregătirile și manevrele
Conform cronicilor, forțele invadatoare au fost total surprinse să găsească o armată mare, bine așezată și gata de luptă, având amplasament favorabil în teren, opunându-se atacului asupra cetății Tours. Charles obținuse efectul surpriză dorit. El a decis să înceapă lupta printr-o formație defensivă, tip phalanx. Conform surselor arabe, francii s-au așezat în careu, folosindu-se de pantă și arbori pentru a îngreuna un atac de cavalerie.
Timp de șapte zile, cele două armate s-au observat reciproc, angajându-se în câteva ciocniri minore. Umayyazii au așteptat sosirea restului armatei, dar după aceea au rămas tot nehotărâți. Un general capabil nu lasă niciodată adversarul să aleagă terenul și condițiile bătăliei. 'Abd-al-Rahmân, deși era un comandant abil, nu a reușit să-l împiedice pe Martel să le aleagă pe amândouă. În plus, umayyazii nu au putut estima numărul adversarilor, datorită faptului că Martel s-a folosit de trunchiurile copacilor din pădure pentru a da iluzia că are o armată mult mai numeroasă decât în realitate. Așadar, 'Abd-al-Rahmân și-a adunat întreaga armată, deea ce i-a dat lui Martel timpul necesar pentru sosirea veteranilor infanteriei din colțurile imperiului său. Această infanterie reprezenta speranța victoriei, majoritatea soldaților având în spate experiența a numeroase bătălii sub conducerea lui Martel, începând din anul 717.
Majoritatea istoricilor de-a lungul secolelor a fost de părere că francii au fost inferiori cu mult ca număr la începutul bătăliei, cu cel puțin 1 la 2. Martel s-a bazat pe faptul că în cele din urmă ‘Abd-al-Rahmân va fi nevoit să atace și să jefuiască cetatea Tours. Nici unul din ei nu a vrut să atace primul - dar Abd-al-Rahmân s-a simțit obligat să atace Tours, ceea ce a însemnat să treacă prin armata francilor de pe dealul din fața lui. Hotărârea lui Martel de a aștepta atacul s-a dovedit a fi crucială, deoarece i-a forțat pe umayyazi să năvălească în susul dealului, amănunt care - alături de pădure - a negat mare parte din avantajele unui atac de cavalerie.
Martel s-a pregătit pentru această confruntare încă de la Toulouse, cu un deceniu în urmă. El și-a dat seama că în caz de eșec, nu mai era nici o armată creștină capabilă să apere vestul Europei. Dar Gibbon, împreună cu majoritatea istoricilor pre și contemporani, este de părere că Martel a făcut cele mai bune decizii într-o situație dificilă. Deși inferior numeric și depinzând de infanterie, fără scărițe în uz, Martel avea totuși o infanterie grea călită, care a crezut implicit în el. În plus, Martel a avut elementul surprizei și a reușit să aleagă terenul de luptă.
Pe lângă avantajul terenului, francii erau pregătiți pentru vreme rece, fiind îmbrăcați cu blăni de urs și lup. Arabii nu erau la fel de bine pregătiți pentru gerul unei ierni în nordul Europei, în ciuda faptului că aveau corturi - ceea ce le lipsea francilor, dar au ezitat să atace o armată pe care au considerat-o superioară numeric. În esență, umayyazii au așteptat ce francii să apară în câmp liber, în timp ce francii, organizați într-o puternică formație defensivă, au așteptat ca arabii să ia dealul cu asalt. A fost un test de răbdare pe care Martel l-a câștigat; bătălia a început în a șaptea zi, dat fiind faptul că Abd el Rahman nu a vrut să o mai amâne deoarece se apropia iarna.

### Angajamentul
‘Abd-al-Rahmân a fost foarte încrezător în superioritatea tactică a cavaleriei sale și a ordonat atacuri repetate. De data aceasta însă, francii au rezistat cu succes cavaleriei arabe, care, înarmată cu lănci lungi și săbii, obținuse victoria în mai multe bătălii anterioare. Francii, neavând scărițe la șei, s-au bazat pe infanterie.
Conform surselor arabe, infanteria francă a făcut față umayyazilor, deși aceștia au penetrat liniile france de mai multe ori: "Călăreții musulmani au năvălit frecvent cu ferocitate asupra francilor, care s-au opus cu bărbăție, și mulți au căzut morți de ambele părți."
Francii nu s-au lăsat - se pare că anii de pregătire constantă, plătiți de Charles cu banii bisericii, au dat roade. Paul Davis scrie că la baza armatei lui Martel a fost o infanterie profesionistă, foarte disciplinată dar și foarte motivată, "având experiența unei campanii în aproape toată Europa sub conducerea sa, sprijinită de unități folosite de Charles pentru a efectua raiduri și a hărțui dușmanii.Cronica Mozarabică din 754 spune: "În tumultul bătăliei, oamenii nordului păreau a fi o mare care nu poate fi mișcată din loc. Au rezistat cu fermitate, unul lângă altul, formând un zid de gheață; cu lovituri grele de sabie i-au ciopârțit pe arabi. Adunați în cerc în jurul comandantului, oamenilor din Austrasia au învins toate obstacolele. Brațele lor neobosite au înfipt săbiile în pieptul vrajmașilor."

### Arabii sunt respinși
Umayyazii care au reușit să pătrundă în tabăra francilor au încercat să ajungă la Martel, dar acesta era încercuit de oamenii săi, care l-au apărat cu ferocitate. Cronicile francilor susțin că bătălia era încă nedecisă când în armata umayyadă s-a împrăștiat un zvon că iscoadele francilor ar amenința prada de război obținută la Bordeaux. Unii luptători umayyazi s-au întors imediat la tabără, din dorința de a-și proteja prada. Potrivit surselor musulmane referitoare la desfășurarea luptei, în miezul acesteia, a doua zi (sursele france menționează că bătălia a durat doar o singură zi), iscoade trimise de Charles au început să efectueze raiduri asupra taberei musulmane și a proviziilor acestora (incluzând sclavi și alte bunuri).
Charles a trimis iscoadele cu scopul de a provoca haos în tabăra umayyadă, și totodată să elibereze cât mai mulți sclavi posibil, sperând ca aceste acțiuni să îndepărteze o parte din armata inamică din luptă. Stratagema a avut succes, mulți călăreți umayyazi întorcându-se la tabără. Pentru restul armatei musulmane, această acțiune a părut să fie o retragere în toată regula, și după scurt timp a devenit una. Atât cronicile din vest cât și cele musulmane sunt de acord că în timp ce încerca să oprească retragerea, ‘Abd-al-Rahmân s-a trezit înconjurat și a fost în cele din urmă ucis, ceea ce a dus la retragerea totală a trupele umayyade la tabăra proprie. "Toți luptătorii au fugit din fața inamicului", a scris un cronicar arab cu candoare, "și mulți au murit în timpul retragerii". Francii și-au rezumat formația phalanx și au rămas pe loc în timpul nopții, fiind convinși că bătălia va fi reluată în zorii zilei următoare.

### Finalul bătăliei
Dimineața următoare, văzând că umayyazii nu au reluat bătălia, francii s-au temut de o ambuscadă, crezând că dușmanii încearcă să-i atragă în vale, la câmp deschis. Charles a știut că trebuia să nu cedeze cu nici un chip acestei tactici; chiar își disciplinase trupele timp de mai mulți ani să nu rupă formația în nici un caz pentru a ieși în câmp deschis. (Vezi Bătălia de la Hastings pentru ce a rezultat în urma infanteriei atrase în câmp deschis de cavalerie grea.) Doar în urma raporturilor mai multor iscoade trimise de Martel spre tabăra umayyadă — care, conform cronicilor de ambele părți, fusese abandonată cu atâta repezeală încât corturile au rămas ridicate, musulmanii pornind înapoi spre Iberia cu prada rămasă care s-a putut transporta — s-a descoperit că invadatorii s-au retras sub acoperirea nopții.
Date fiind diferențele dintre cele două armate, mai ales că francii erau în majoritate infanterie, fără armuri, față de cavaleria berberă și arabă în armură sau în zale (berberii erau mai slab echipați), Charles Martel a luptat o bătălie defensivă strălucită. La locul și timpul ales de el, s-a împotrivit unei forțe mult superioare, și a învins.